# Snooker aux Jeux asiatiques en salle de 2017
Le snooker est une épreuve des Jeux asiatiques en salle de 2017.
Le Chinois Yan Bingtao remporte l'épreuve à six billes .

## Palmarès
| Epreuved                               | Or           | Argent         | Bronze                                   |
| -------------------------------------- | ------------ | -------------- | ---------------------------------------- |
| Tournoi en équipe                      | Iran         | Qatar          | Afghanistan Chine                        |
| Tournoi individuel                     | Zhao Xintong | Hossein Vafaei | Yan Bingtao Soheil Vahedi                |
| Tournoi individuel à six billes rouges | Yan Bingtao  | Soheil Vahedi  | Muhammad Sajjad Salih Mohammad Mohammadi |